# Epactoides rahagai
Epactoides rahagai là một loài bọ cánh cứng trong họ Bọ hung (Scarabaeidae).